# 钟勤建
钟勤建（1957年—），四川内江人，汉族，中华人民共和国政治人物、第十二届全国人民代表大会四川地区代表。
毕业于四川师范大学汉语言文学专业。加入中国农工民主党。2013年，担任全国人大代表。